# クレイフェイス
クレイフェイス（Clayface）は、DCコミックスの出版するアメリカンコミック『バットマン』に登場する架空のスーパーヴィラン。ビル・フィンガーとボブ・ケインによって創造され、Detective Comics #40 (1940年6月) で初登場した。粘土のような姿と変身能力を持っており、同名の人物が数人存在する。

## キャラクター

### ベイジル・カルロ (Basil Karlo）
Detective Comics #40に初登場した。
落ちぶれたホラー映画俳優。自分の演じたキャラクター「クレイフェイス」の仮面を付け殺人を繰り返す。彼は1950年代まで活躍した。
いわゆるゴールデン・エイジと呼ばれる時期の作品群は、後に「アース2」という別次元での出来事とされた。その後、「Crisis on Infinite Earths」で設定が統合され、ベイジルも復帰を果たした。再登場は収容所に囚われた囚人としてである。プレストンとサンドラから輸血を受け、彼らと同じ能力を身につけて復活。他のクレイフェイスを集めてマッド・パック軍団を結成。さらに、彼らの力を奪ってアルティメット・クレイフェイスへと変身した。泥状の体で様々な物に変身できる。泥としてバラバラに流されても再生可能である。バットマンの計略で能力が暴走し、地面に溶け込んでしまうが、力の源となる結晶を体中につけて復活する。
「No Man's Land」では大地震によりゴッサムシティが崩壊し、ミスター・フリーズと共闘したりポイズン・アイビーと戦って地中に埋められた。

### マット・ヘーゲン（Matt Hagen）
Detective Comics #298に初登場。元トレジャーハンター。洞窟の中の不思議な泉につかり、何にでも化けられる泥の怪物となった。だがこの能力には時間制限があり、泉に戻る手間がかかる。後に泉の成分をゼリーにして携帯するが、能力は五時間しか持続しなかった。「Crisis on Infinite Earths」で殺害された。

### プレストン・ペイン （Preston Payne）
Detective Comics #477に初登場。マットの血を輸血され、触るものをなんでもプラズマ化してしまう能力を持った。姿はマットと同じく泥のように崩れており、普段は防御スーツを着込んで行動する。サンドラとの間に息子を儲けることが出来た。

### サンドラ・フラー（Sondra Fuller）
別名レディ・クレイ。暗殺組織コブラの暗殺者で、組織の技術で何にでも化けられる能力を持った。プレストンとの間に息子カシウスを儲ける。

### カシウス・ペイン（Cassius Payne）
泥のような体組織を分離させる能力を持つ。その組織は独自の意思を持つが、後に結合が可能である。また彼の組織は、他者と融合できる。融合した者は、カシウスと同じ能力を得ることができる。
父母から離され、政府機関の研究所に幽閉されていた。現在はマットに良く似た姿をしている。

### ドクター・マレー(Dr. Malley)
Batman #550　"Chasing Clay"に初登場。別名クレイシング。カシウスの身体を研究していた政府機関の科学者。その皮膚細胞と結合し、見たものを溶かす能力を持っていたが、破壊された。

### ジョニー・ウィリアムズ(Johnny William)
Batman #614で初登場し、ロビンに化けてバットマンを苦しめた。Batman: Gotham Knights #60で化学工場の爆発に巻き込まれて能力を得た元消防士だと明らかにされた。リドラーとハッシュに体の治療を餌に操られていた。死期が近づいて騙されていたことを悟り、バットマンに協力したが死亡した。

## 他のメディア

### 映画
『Clayface』
演 - トム・リース・ハリーズ
DCユニバース(DCU)に属する作品。

### テレビアニメ
『バットマン』
コミックにおける初代と二代目の設定を融合する形で設定された。
声 - ロン・パールマン、吹替 - 江原正士
本名マット・ヘーゲン。元はホラー映画の人気スターだったが、事故により顔に傷を負い、落ちぶれた。代役俳優が彼のサポートを行っている。美容会社が開発した美容クリームを使用し顔を一時的に復元してはスクリーンに登場していたが、ストックが尽きて狂乱、クリームをクリーム生産工場ラインから盗み使用しようとしたものの、現場を見つかってギャング達に報復として大量のクリームを浴びせられたところ、副作用で泥の怪物となってしまった。一度はバットマンに敗れ、病院に搬送されたが、抜け殻のような物を病院に残し脱走。自らは女性に化けて逃亡した。
どんなものにも変身できる。後に能力は進化していき、五代目の設定である分離して複数の人間になる能力も持つようになる。少女の姿として分離した一部がアクシデントで記憶喪失となり、ロビンと恋に落ちるという悲しい顛末もあった。
また、アニメ版コミックでは、同様の泥化症状を先天的に持つ少年に、変身能力を教えるという、何処か人間味のある複雑な内面をのぞかせる。
『ザ・バットマン』
このアニメシリーズにはクレイフェイスとなる人物が二人存在する。
- イーサン・ベネット（Ethan Bennett）

声 - スティーヴ・ハリス、吹替 - 風間勇刀
ゴッサム・シティ市警の刑事でありブルース・ウェインの友人でもあったが、ジョーカーの作った何でも溶かす「ジョーカー・スライム」の成分を帯びたガスを浴び、肉体が変異して泥状の怪物になってしまった。クレイフェイス化した際の体色は灰色。
異形の姿になってしまったものの、しばらく肉体を泥状に変えなければ元に戻れる事が判明し、一度はブルースの協力のもと社会復帰に励もうとしたが、ジョーカーの心理誘導に乗せられて元の人間に戻ることを諦め、犯罪に走るようになってしまう。
自分を怪物に変えたジョーカーに恨みを持ち、何度か襲撃したが、最後にはジョーカー共々警察に出頭。その後新たなクレイフェイスとなったカルロと共に治療薬を打たれ、ようやく元の人間に戻ることができた。
- ベイジル・カルロ（Basil Karlo）

声 - ウォーレス・ランガム（シーズン4）、レックス・ラング（シーズン5）吹替 - 西村朋紘（シーズン4のみ）
シーズン4から登場。鳴かず飛ばずな三流の役者だったが、ベネットの治療のために取り出された彼の遺伝子を培養した液体を盗み出し、それを飲んでクレイフェイスと化した。クレイフェイス化した際の体色は茶色で、ベネットよりも巨大な姿になることができる。
オリジナルのクレイフェイスことベネットと激突し、共にバットマンに治療薬を打たれたものの、彼にはクレイフェイスの能力が残ることとなった。
『異世界スーサイド・スクワッド』
声 - 福山潤
第1話から登場。本作では初代であるカルロと同じく、売れない俳優という設定となっている。
本作オリジナルの設定として、泥を操る能力を持つメタヒューマンとなっていおりまた性格面も口が達者な、おしゃべりナルシストとなっており異世界に来たことを喜んでいる。
『クリーチャー・コマンドーズ』
声 - アラン・テュディック
DCユニバース第1作目。